# 莎拉·阿米里
莎拉·宾特·优素福·阿米里（Sarah bint Yousif Al Amiri，1987年—）是阿拉伯联合酋长国科学委员会主席和阿联酋火星飞行计划项目副经理。她是阿联酋内阁高级科学部长。

## 早年生活和教育
阿米里来自一个伊朗俾路支人家庭。她在伊朗出生后来移民到阿联酋并在阿布扎比长大。她在沙迦美国大学学习计算机科学，并获得了学士和硕士学位。她一直对航空航天工程感兴趣，但是在她成长期间阿拉伯联合酋长国并没有太空计划。

## 研究和事业
阿米里在阿联酋高等科学技术学院开始了她的职业生涯，在那里她参与了DubaiSat-1和DubaiSat-2项目的工作。然后加入了阿联酋气候变化与环境部，之后在迪拜世界贸易中心担任高级职务。2016年，她被任命为阿联酋科学理事会主席。
如今她是阿联酋希望号火星探测器(Emirates Mars Mission)的科学负责人。该任务与科羅拉多大學波德分校，和亞利桑那州立大學合作。她在迪拜TEDx沙龙上谈到了希望火星任务。2017年11月，阿米里成为首位在TED大会国际活动上发言的阿联酋人，她谈到了路易斯安那州的希望火星任务。他们计划于2020年发射，以庆祝2021年阿拉伯联合酋长国成立50周年。她是2016年世界經濟論壇的特邀演讲人。
2017年10月，阿米里被任命为阿拉伯联合酋长国内阁高级科学国务部长。为了加强全球科学合作，阿米里于2017年11月参观了美国科研机构。她是Foo Camp2018的参与者。